# Nemeritis graeca
Nemeritis graeca là một loài tò vò trong họ Ichneumonidae.